# Trigonephra
Trigonephra là một chi bướm đêm thuộc họ Noctuidae.